# Episodi di Quincy (seconda stagione)
La seconda stagione della serie televisiva Quincy, composta da 13 episodi, è stata trasmessa in prima visione negli Stati Uniti d'America da NBC dal 4 febbraio al 27 maggio 1977.
| nº | Titolo originale                                  | Titolo italiano                        | Prima TV USA     | Prima TV Italia |
| -- | ------------------------------------------------- | -------------------------------------- | ---------------- | --------------- |
| 1  | Snake Eyes - Part I & II                          | Gli occhi del serpente (1ª e 2ª parte) | 4 febbraio 1977  | 7 gennaio 1982  |
| 2  | Snake Eyes - Part I & II                          | Gli occhi del serpente (1ª e 2ª parte) | 4 febbraio 1977  | 7 gennaio 1982  |
| 3  | ...The Thigh Bone's Connected to the Knee Bone... | inedito                                | 11 febbraio 1977 | inedito         |
| 4  | Visitors in Paradise                              | Stranieri in paradiso                  | 18 febbraio 1977 |                 |
| 5  | The Two Sides of the Truth                        | Le due facce della verità              | 25 febbraio 1977 |                 |
| 6  | Hit and Run at Danny's                            | L'ultimo bicchiere                     | 11 marzo 1977    |                 |
| 7  | Has Anybody Here Seen Quincy?                     | Qualcuno ha visto Quincy?              | 18 marzo 1977    |                 |
| 8  | A Good Smack in the Mouth                         | Il bambino ha paura                    | 15 aprile 1977   |                 |
| 9  | The Hot Dog Murder                                | Salsiccia omicida                      | 22 aprile 1977   |                 |
| 10 | An Unfriendly Radiance                            | Morte oscura                           | 29 aprile 1977   |                 |
| 11 | Sullied Be Thy Name                               | Reputazione sbagliata                  | 6 maggio 1977    |                 |
| 12 | Valleyview                                        | Di pietà si muore                      | 13 maggio 1977   |                 |
| 13 | Let Me Light the Way                              | L'alibi cade                           | 27 maggio 1977   |                 |

## Gli occhi del serpente (1ª e 2ª parte)
- Titolo originale: Snake Eyes - Part I & II
- Diretto da: Joel Oliansky
- Scritto da: Lou Shaw (soggetto), Joel Oliansky (sceneggiatura) e Michael Sloan (sceneggiatura)

### Trama
Mentre partecipa a una convention di patologi forensi a Tahoe, Quincy viene chiamato in aiuto quando gli ospiti e il personale dell'hotel vengono colpiti da una misteriosa malattia. Quincy cerca di contenere gli ospiti in preda al panico nel tentativo di impedire che una misteriosa malattia si diffonda al di fuori dell'hotel.

## ...The Thigh Bone's Connected to the Knee Bone...
- Diretto da: Alex March
- Scritto da: Anthony Lawrence (accreditato come Tony Lawrence) (soggetto), Lou Shaw (soggetto e sceneggiatura)

### Trama
Un femore viene trovato sepolto nel cantiere del nuovo edificio del sindacato studentesco. Quincy tiene un corso all'università e presto coinvolge nel caso se stesso e i suoi studenti.

## Stranieri in paradiso
- Titolo originale: Visitors in Paradise
- Diretto da: Ivan Dixon
- Scritto da: Michael Sloan

### Trama
Quincy e Danny partono per una vacanza di pesca nella bellissima cittadina lacustre di Paradise, liberi dai loro problemi di gestione del ristorante e dal dottor Asten.

## Le due facce della verità
- Titolo originale: The Two Sides of Truth
- Diretto da: Ron Satlof
- Scritto da: Gene Thompson (accreditato come Eugene Thompson)

### Trama
Quincy è felice di ricongiungersi con il suo ex mentore, il dottor Herbert Stone, fino a quando non si scontra con le scoperte contraddittorie di Stone e la testimonianza potenzialmente falsa in tribunale.

## L'ultimo bicchiere
- Titolo originale: Hit and Run at Danny's
- Diretto da: Alvin Ganzer
- Scritto da: Gregory S. Dinallo

### Trama
Fuori dal bar di Danny un uomo è vittima di un incidente stradale. La donna che guidava, o credeva di guidare, il veicolo era Robbi Parker, amica dell'attuale ragazza di Quincy, Jenny.

## Qualcuno ha visto Quincy?
- Titolo originale: Has Anybody Here Seen Quincy?
- Diretto da: Steven Hilliard Stern
- Scritto da: Michael Sloan e Glen A. Larson

### Trama
Una donna che sta per essere sottoposta all'autopsia viene sorprendentemente trovata in vita.

## Il bambino ha paura
- Titolo originale: A Good Smack in the Mouth
- Diretto da: Jackie Cooper
- Scritto da: Gregory S. Dinallo (sceneggiatura), Glen A. Larson (soggetto) e Jack Klugman (soggetto)

### Trama
La moglie di Asten, Melissa, dà un passaggio a un ragazzino che si aggira di notte sul ciglio della strada. Poco dopo sono coinvolti in un incidente automobilistico.

## Salsiccia omicida
- Titolo originale: The Hot Dog Murder
- Diretto da: Alex March
- Scritto da: B.W. Sandefur

### Trama
Uno studente di medicina chiede a Quincy di indagare sulla causa della morte di un corpo che è stato donato alla sua università. Dopo aver scoperto che il defunto era un testimone chiave nel processo a un uomo d'affari corrotto, Quincy inizia a credere che si tratti di un caso di omicidio.

## Morte oscura
- Titolo originale: An Unfriendly Radiance
- Diretto da: Corey Allen
- Scritto da: Rudolph Borchert

### Trama
Quincy viene chiamato nel suo giorno libero perché una vittima di un incidente d'auto che è stata portata dentro sembra avere un livello estremamente alto di radiazioni nel suo corpo.

## Reputazione sbagliata
- Titolo originale: Sullied Be Thy Name
- Diretto da: Jackie Cooper
- Scritto da: Gregory S. Dinallo (soggetto e sceneggiatura), Irv Pearlberg (sceneggiatura) (accreditato come Irving Pearlberg)

### Trama
Una prostituta dice alle autorità che un prete con una campagna anti-pornografia di alto profilo aveva pagato per i suoi servizi, aveva avuto un attacco di cuore ed era morto accanto a lei.

## Di pietà si muore
- Titolo originale: Valleyview
- Diretto da: Ron Satlof
- Scritto da: Susan Woollen (soggetto e sceneggiatura) e Irv Pearlberg (sceneggiatura) (accreditato come Irving Pearlberg)

### Trama
Un vecchio muore in un sanatorio, Valleyview, apparentemente di infarto. Suo nipote non pensa che sia potuto morire in quel modo e paga l'ufficio del medico legale per fare un'autopsia.

## L'alibi cade
- Titolo originale: Let Me Light the Way
- Diretto da: David Moessinger
- Scritto da: David Moessinger (soggetto e sceneggiatura) e Carol Saraceno (soggetto)

### Trama
Un sospetto stupratore cerca vendetta su Quincy attaccando un suo amico.